# Pycnostachys reticulata
Pycnostachys reticulata là một loài thực vật có hoa trong họ Hoa môi. Loài này được (E.Mey.) Benth. miêu tả khoa học đầu tiên năm 1848.